# Manuel Conde Orellana
Manuel Eduardo Conde Orellana (20 de diciembre de 1956) es un abogado y político guatemalteco que ejerció como diputado del Congreso de Guatemala por Listado Nacional desde 2016 hasta 2024 por el Partido de Avanzada Nacional (PAN), también se desempeñó como secretario general de la agrupación política anteriormente mencionada entre 2018 a 2023. Conde fue candidato presidencial en las elecciones de 2023 por el partido oficialista Vamos por una Guatemala Diferente.
Previamente, fue diputado al Parlamento Centroamericano de 1991 a 1996 y fue candidato presidencial sin éxito en las elecciones de 2003 por el Movimiento Social y Político Nacional Cambio Nacional y en las elecciones de 2007 por la Unión Democrática.